# Spergularia rupicola
Spergularia rupicola là loài thực vật có hoa thuộc họ Cẩm chướng. Loài này được Lebel miêu tả khoa học đầu tiên năm 1860.